# Hwang Ui-jo
Hwang Ui-jo (hangul: 황의조; Hanja: 黃義助; pronúncia coreana: [hwaŋ.ɰi.dʑo], [hwaŋ.i.dʑo] ou [hwaŋ] [ɰi.dʑo] - Seongnam - 28 de agosto de 1992) é um futebolista sul-coreano que atua como centroavante. Atualmente defende o Alanyaspor.

## Carreira no clube

### Seongnam FC
Hwang foi selecionado por Seongnam em 2013 K League 1 draft. Ele marcou seu gol de estreia contra o Suwon Samsung Bluewings em 3 de março de 2013. Durante a temporada de 2015, ele mostrou excelentes atuações com 15 gols na K League 1, e fez sua estreia na Seleção Sul-Coreana . Ele também marcou três gols na Liga dos Campeões da AFC . Em 2016, no entanto, Seongnam deixou resultados ruins, e Hwang também teve um desempenho inferior na época. Eles terminaram a liga em 11º lugar entre 12 clubes e acabaram sendo rebaixados para a K League 2 após os playoffs de promoção-rebaixamento.

### Gamba Osaka
Em junho de 2017, Hwang assinou um contrato de dois anos com o clube da J1 League, Gamba Osaka. Na temporada 2018, desempenhou um papel vital para o Gamba evitar o rebaixamento, e terminou a temporada como artilheiro do time com 21 gols. Ele foi selecionado para o J.League Best XI e foi nomeado Jogador do Ano do Gamba.

### Bordeaux
Em 15 de julho de 2019, Hwang mudou-se para o Bordeaux da Ligue 1, assinando um contrato de quatro anos no valor de € 1,8 milhão por ano. Ele jogou originalmente como atacante da seleção sul-coreana e do Gamba Osaka, mas o técnico do Bordeaux, Paulo Sousa, costumava usá-lo como ala . Sob o comando de Sousa, Hwang marcou apenas seis gols, incluindo um de cabeça contra o Paris Saint-Germain.
Foi continuamente implantado como ala no início da próxima temporada, embora Sousa tenha sido substituído por Jean-Louis Gasset. No entanto, ele não conseguiu marcar em 12 jogos consecutivos e marcou seu primeiro gol da temporada em 16 de dezembro. Ele acabou sendo devolvido à posição de atacante por Gasset, e passou com sucesso o restante da temporada, somando 11 gols, em 23 de janeiro de 2022, Hwang marcou seu primeiro hat-trick da carreira do Bordeaux, quando o clube venceu por 4 a 3 contra o Estrasburgo.
Em 13 de outubro de 2015, Hwang marcou seu primeiro gol internacional contra a Jamaica.
Participou dos Jogos Asiáticos de 2018 como um jogador mais velho da equipe sul-coreana sub-23. Em 15 de agosto, ele marcou um hat-trick na primeira partida da fase de grupos contra o Bahrein. Nas quartas de final contra o Uzbequistão, ele mais uma vez mostrou seu explosivo hat-trick, levando a Coreia do Sul a uma vitória por 4 a 3. Ele marcou nove gols em sete partidas, e seu desempenho impressionante contribuiu muito para a medalha de ouro da Coreia do Sul. Ele foi nomeado o Jogador Coreano do Ano da FA depois de mostrar seu valor nos Jogos Asiáticos e na J1 League,  jogou pela Coreia do Sul na Copa da Ásia de 2019, marcando contra Filipinas e China, também foi selecionado como jogador mais velho para a equipe sub-23 para os Jogos Olímpicos de Verão de 2020. Durante a competição, ele marcou quatro gols, mas não conseguiu mostrar grande influência. A Coreia do Sul foi eliminada nas quartas de final.
| Não. | Encontro               | Local                                                  | Oponente      | Pontuação | Resultado | Concorrência                             |
| ---- | ---------------------- | ------------------------------------------------------ | ------------- | --------- | --------- | ---------------------------------------- |
| 1    | 13 de outubro de 2015  | Estádio da Copa do Mundo de Seul, Seul, Coreia do Sul  | Jamaica       | 3-0       | 3-0       | Amigáveis                                |
| 2    | 12 de outubro de 2018  | Estádio da Copa do Mundo de Seul, Seul, Coreia do Sul  | Uruguai       | 1–0       | 2–1       | Amigáveis                                |
| 3    | 17 de novembro de 2018 | Estádio Suncorp, Brisbane, Austrália                   | Austrália     | 1–0       | 1–1       | Amigáveis                                |
| 4    | 20 de novembro de 2018 | QSAC, Brisbane, Austrália                              | Uzbequistão   | 2–0       | 4–0       | Amigáveis                                |
| 5    | 7 de janeiro de 2019   | Estádio Al Maktoum, Dubai, Emirados Árabes Unidos      | Filipinas     | 1–0       | 1–0       | Copa da Ásia 2019                        |
| 6    | 16 de janeiro de 2019  | Estádio Al-Nahyan, Abu Dhabi, Emirados Árabes Unidos   | China         | 1–0       | 2–0       | Copa da Ásia 2019                        |
| 7    | 7 de junho de 2019     | Estádio principal de Busan Asiad, Busan, Coreia do Sul | Austrália     | 1–0       | 1–0       | Amigáveis                                |
| 8    | 11 de junho de 2019    | Estádio da Copa do Mundo de Seul, Seul, Coreia do Sul  | Irã           | 1–0       | 1–1       | Amigáveis                                |
| 9    | 5 de setembro de 2019  | Estádio Başakşehir Fatih Terim, Istambul, Turquia      | Geórgia       | 1–1       | 2–2       | Amigáveis                                |
| 10   | 5 de setembro de 2019  | Estádio Başakşehir Fatih Terim, Istambul, Turquia      | Geórgia       | 2–1       | 2–2       | Amigáveis                                |
| 11   | 14 de novembro de 2020 | Stadion Wiener Neustadt, Wiener Neustadt, Áustria      | México        | 1–0       | 2–3       | Amigáveis                                |
| 12   | 17 de novembro de 2020 | BSFZ-Arena, Maria Enzersdorf, Áustria                  | Catar         | 2–1       | 2–1       | Amigáveis                                |
| 13   | 5 de junho de 2021     | Estádio Goyang, Goyang, Coreia do Sul                  | Turcomenistão | 1–0       | 5–0       | Eliminatórias da Copa do Mundo FIFA 2022 |
| 14   | 5 de junho de 2021     | Estádio Goyang, Goyang, Coreia do Sul                  | Turcomenistão | 5–0       | 5–0       | Eliminatórias da Copa do Mundo FIFA 2022 |
| 15   | 2 de junho de 2022     | Estádio da Copa do Mundo de Seul, Seul, Coreia do Sul  | Brasil        | 1–1       | 1–5       | Amigáveis                                |